# Флаг Удмуртии
Флаг Удмуртской Республики (удм. Удмурт Республикалэн куншетэз) является государственным символом Удмуртской Республики Российской Федерации — России. 
Флаг учреждён Верховным Советом Удмуртской Республики 4 ноября 1993 года и 3 декабря 1993 года было принято Положение о флаге.

## Описание
Государственный флаг Удмуртской Республики представляет собой прямоугольное трёхцветное (триколор) полотнище с эмблемой, состоящее из вертикальных равновеликих по ширине полос чёрного, белого и красного цвета (от флагштока на лицевой и оборотной сторонах или слева направо, если флаг размещается в развёрнутом виде). Соотношение ширины флага к его длине — 1:2.
В центре белой полосы изображён восьмиконечный солярный знак красного цвета — крестострел, не касающийся полос чёрного и красного цветов, вписывающийся в квадрат, сторона которого равна 5/6 ширины одной из равновеликих полос флага. Ширина вертикальной и горизонтальной полос, составляющих солярный знак, равна 1/3 стороны квадрата. Каждая полоса завершается двумя симметричными зубцами, внутренние стороны которых образуют угол в 90 градусов с вершиной, углублённой к центру знака на 1/2 ширины полосы.

## Обоснование символики
В Государственном флаге Удмуртской Республики:
- чёрный цвет является символом земли и стабильности;
- красный — цветом солнца и символом жизни;
- белый — символом космоса и чистоты нравственных устоев;
- Восьмиконечный солярный знак — знак-оберег — по преданию оберегает человека от несчастий.

## История

Государственный флаг УАССР до 1937 г.
Государственный флаг УАССР (1937-54 гг.)
Государственный флаг УАССР (1954-78 гг.)
Государственный флаг УАССР (1978-93 гг.)